# Resko Górne
Resko Górne – jezioro na Pojezierzu Drawskim, położone w gminie Połczyn-Zdrój, w powiecie świdwińskim, w woj. zachodniopomorskim.
Powierzchnia jeziora wynosi według różnych źródeł od 50,7 ha poprzez 50,89 ha do 51,1 ha. Objętość wody w zbiorniku wyliczono na 1358,4 tys. m³. Głębokość maksymalna Reska Górnego wynosi 5,0 m. Zwierciadło wody jeziora znajduje się na wysokości 144,8 m n.p.m.
W 1994 roku dokonano badań jakości wód Resko Górnego, dzięki którym stwierdzono III klasę czystości wód jeziora oraz III kategorię podatności na degradację biologiczną.
Od północnego brzegu Reska Górnego wypływ ciek wodny zwany Dopływem z jeziora Resko Górne, który nieopodal uchodzi do początkowego biegu rzeki Regi biegnącej dalej na zachód. Według innej wersji to z Reska Górnego wypływa rzeka Rega i łączy się z dopływem płynącym od północy.
Nad wschodnim brzegiem ulokowana jest osada Stare Resko, a nad północno-zachodnim brzegiem wieś Kapice. W pobliżu północnego brzegu jeziora przebiega droga powiatowa Gawroniec–Bierzwnica.
Przy wschodnim brzegu w Starym Resku znajduje się dworek „50 Dębów”, będący rozbudowanym ośrodkiem wypoczynkowym z pokojami, salami konferencyjnymi, własnym parkiem.
Na półwyspie Reska Górnego, w zabytkowym parku w Starym Resku znajduje się duża ilość głazów narzutowych.

## Gospodarka rybacka
Według danych RZGW Szczecin, Resko Górne w typologii rybackiej jest jeziorem linowo-szczupakowym, natomiast według danych UMiG w Połczynie-Zdroju jezioro jest typu sandaczowego.
Administratorem wód Reska Górnego jest RZGW Szczecin. Utworzył on obwód rybacki, który obejmuje wody Reska Górnego, Jeziora Klęckiego wraz z wodami cieków Dopływ z Jeziora Klęckiego oraz Dopływ z jeziora Resko Górne – łączących te jeziora z rzeką Regą. 
Gospodarzem wód jeziora jest spółka Przedsiębiorstwo Rybackie „Złocieniec”, która prowadzi gospodarkę rybacką na jeziorze. W 2003 roku utworzyło ono łowisko specjalne na jeziorze, które zarybia oraz pobiera opłaty za połów ryb.
Według danych regionalnego zarządu gospodarki wodnej dominującymi gatunkami ryb w wodach Reska Górnego są: płoć, leszcz, okoń europejski, szczupak. Pozostałymi gatunkami ryb występującymi w jeziorze są sandacz i węgorz europejski.

## Hydronimia
Językoznawca Mikołaj Rudnicki przedstawił iż derywatami do nazwy rzeki Rega są Resko (jezioro) ≤ *Režъsko jezero, podobnie jak Łeba i Łebsko. Nazwa jeziora została zniemczona na Ritziger See. 
W 1948 roku wprowadzono urzędowo nazwę Resko Górne, zastępując poprzednią niemiecką nazwę jeziora – Ritziger See.